# Jack marito d'occasione
Jack marito d'occasione (All the World to Nothing) è un film muto del 1918 diretto da Henry King. La sceneggiatura di Jules Furthman (che qui si accredita come Stephen Fox) si basa su All the World to Nothing, romanzo di Wyndham Martyn pubblicato a Boston nel 1912. Prodotto dalla casa di produzione di William Russell e dall'American Film Company, il film aveva come interpreti lo stesso William Russell affiancato da Winifred Westover.

## Trama

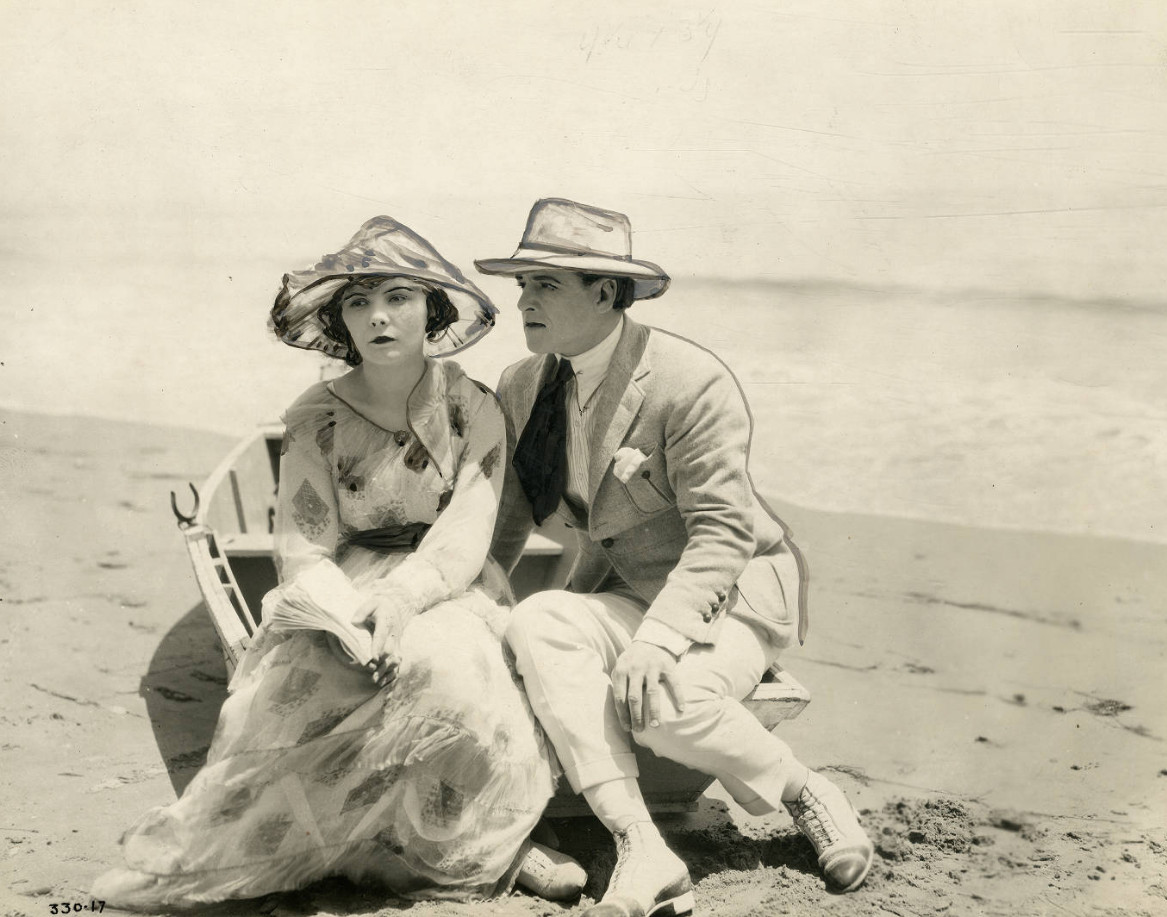
Winifred Westover e William Russell

Dopo avere perso tutto a poker, Richard Chester entra per sbaglio nell'appartamento di Nora Ellis. La ragazza ha appena ricevuto in eredità una fortuna, ma a condizione di sposarsi. I due si mettono d'accordo e lui, prendendo il nome di Chester Dick, la sposa per ottemperare alle volontà del testamento, e poi se ne va via. Charles Renalls, un pretendente di Nora, ignorando quel matrimonio di convenienza, pensa che l'unico ostacolo che lo divida dal conquistare la ragazza sia il fatto di essere più povero di lei e si mette a manovrare per rovinarla finanziariamente. Richard, venuto a sapere dei suoi piani, interviene per salvare Nora e riesce a mandare al tappeto Charles. Non riconoscendo nel suo benefattore il marito, Nora si innamora di lui. Charles, tentando di mettere in cattiva luce il suo rivale, svela a Nora che Richard è già sposato e le mostra la foto della moglie che lui si porta in tasca. Con grande gioia, Nora scopre che la foto ritrae proprio lei e che quindi Richard è già suo marito.

## Produzione
Il film fu prodotto dalla William Russell Productions Inc. e dalla American Film Company.

## Distribuzione
Il copyright del film, richiesto dalla American Film Co., Inc., fu registrato l'11 ottobre 1918 con il numero LP12968. Distribuito dalla Pathé Exchange, il film uscì nelle sale cinematografiche statunitensi il 1º dicembre 1918. In Danimarca, prese il titolo Forlovet med sin Kone.

In Italia, distribuito dall'American, ottenne nel dicembre 1921 il visto di censura numero 16636.
Non si conoscono copie ancora esistenti della pellicola che viene considerata presumibilmente perduta.